# Cantón de Hautmont
El cantón de Hautmont era una división administrativa francesa, que estaba situada en el departamento de Norte y la región de Norte-Paso de Calais.

## Composición
El cantón estaba formado por siete comunas:
- Beaufort
- Boussières-sur-Sambre
- Éclaibes
- Hautmont
- Limont-Fontaine
- Neuf-Mesnil
- Saint-Remy-du-Nord

## Supresión del cantón de Hautmont
En aplicación del Decreto n.º 2014-167 de 17 de febrero de 2014, el cantón de Hautmont fue suprimido el 22 de marzo de 2015 y sus 7 comunas pasaron a formar parte; cinco del nuevo cantón de Avesnes-sur-Helpe y dos del nuevo cantón deAulnoye-Aymeries.